# Mancomunidad de Aguas del Río Tajuña
La mancomunidad de Aguas del Río Tajuña es una mancomunidad de municipios españoles ubicada en la provincia de Guadalajara. Alguno de los municipios integrantes en la mancomunidad son Horche, Yebes, Mondéjar, Chiloeches, Mazuecos, Almoguera, Albares, Brihuega, Pioz que reciben el agua del embalse de la Tajera ubicado en la cuenca del río Tajuña.
Gestiona el abastecimiento de agua potable a un total de 34 municipios, todos pertenecientes a la provincia de Guadalajara con una población de alrededor de 60.000 vecinos.
- Datos: Q60853218